# Sonnet
Xon-nê (bắt nguồn từ tiếng Pháp: sonnet) là một hình thức thơ có nguồn gốc từ Ý; Giacomo Da Lentini được coi là người đã phát minh ra thể loại thơ này.
Từ tiếng Pháp sonnet có nguồn gốc từ tiếng Ý sonetto (từ một bài thơ Old Provençal với thể loại sonet có nguồn từ chữ bài hát son, từ gốc sonus nghĩa là âm thanh). Đến thế kỷ thứ mười ba sonnet được chuẩn hóa thành một bài thơ mười bốn dòng với một luật gieo vần nghiêm ngặt và một cấu trúc nhất định. Các từ liên quan đến sonnet đã phát triển gắn liền với lịch sử. Nhà thơ chuyên viết sonnet đôi khi được gọi là "sonneteers", mặc dù thuật ngữ này có thể được sử dụng với nghĩa nhạo báng.

## Sonnet hiện đại
Với sự ra đời của thơ tự do, thơ sonnet được xem là hơi lỗi thời và bị quên lãng trong một thời gian dài trong một số trường học văn chương. Tuy nhiên, một số nhà thơ hiện đại, bao gồm Don Paterson, Federico García Lorca, E.E. Cummings, Joan Brossa, Paul Muldoon và Seamus Heaney tiếp tục sáng tác thơ dạng này. Elizabeth Bishop đã sáng tác ra thơ "Sonnet" đảo ngược trong các bài thơ cuối cùng của bà. Ted Berrigan viết cuốn sách The Sonnets là một hình thức sonnet khá lạ lẫm. Paul Muldoon thường thử nghiệm làm thơ với 14 dòng và vần điệu kiểu sonnet, mặc dù không thường xuyên theo đúng luật của loại thơ này. Sự ra đời của phong trào New Formalism tại Mỹ 
cũng đã góp phần vào sự quan tâm của công chúng hiện đại đến thơ sonnet, chủ yếu với word sonnet. Súc tích và trực quan, word sonnet gồm mười bốn câu thơ, với một từ mỗi dòng. Thường xuyên có ý nói xấu và hình tượng, thơ word sonnet cũng có thể nghịch ngợm và vui tươi. Nhà thơ Canada Seymour Mayne xuất bản một vài tập thơ sonnet, và là một trong những nhà cải cách chính của hình thức thơ mới này. 
Sonnet từ đương đại kết hợp một biến thể của phong cách thường được coi là loại trừ lẫn nhau đến các thể loại riêng biệt, thể hiện trong tác phẩm như: An Ode to Mary. Nhà thơ đương đại Hy Lạp Yannis Livadas sáng chế ra thể loại "fusion sonnet", bao gồm 21 dòng, thực chất là biến thể của một nửa của "jazz" sonnet, kèm theo một nửa sonnet đóng vai trò một coda. Cả hai phần của bài thơ xuất hiện như một toàn thể trong một hình thức tách rời của một loạt các khổ thơ lót 3, 2, 4, 3, 4, và 5 dòng.

## Chú thich
1. ↑  Yoonjung Kang, Andrea Hòa Phạm, Benjamin Storme. French loanwords in Vietnamese: the role of input language phonotactics and contrast in loanword adaptation. Trang 6.
2. ↑  See Ricochet: Word Sonnets / Sonnets d'un mot Lưu trữ ngày 29 tháng 10 năm 2013 tại Wayback Machine, by Seymour Mayne, French translation: Sabine Huynh, University of Ottawa Press, 2011.
3. ↑  Bundschuh, sica. "G3: History of the Sonnet". Page 1 Universität Stuttgart Institut für Amerikanistik. {{Chú thích web}}: |ngày truy cập= cần |url= (trợ giúp); |url= trống hay bị thiếu (trợ giúp)
4. ↑  From Yannis Livadas's Website

## Sách tiểu sử
- I. Bell, et al. A Companion to Shakespeare's Sonnets. Blackwell Publishing, 2006. ISBN 1-4051-2155-6.
- Bertoni, Giulio (1915). I Trovatori d'Italia: Biografie, testi, tradizioni, note. Rome: Società Multigrafica Editrice Somu.
- T. W. H. Crosland. The English Sonnet. Hesperides Press, 2006. ISBN 1-4067-9691-3.
- J. Fuller. The Oxford Book of Sonnets. Oxford University Press, 2002. ISBN 0-19-280389-1.
- J. Fuller. The Sonnet. (The Critical Idiom: #26).  Methuen & Co., 1972. ISBN 0-416-65690-0.
- J. Hollander. Sonnets: From Dante to the Present. Everyman's Library, 2001. ISBN 0-375-41177-1.
- P. Levin. The Penguin Book of the Sonnet: 500 Years of a Classic Tradition in English. Penguin, 2001. ISBN 0-14-058929-5.
- J.B. Mailman. "Imagined Drama of Competitive Opposition in Carter's 'Scrivo in Vento' (with Notes on Narrative, Symmetry, Quantitative Flux and Heraclitus)" Music Analysis v.28, 2-3, 373–422
- S. Mayne. Ricochet, Word Sonnets - Sonnets d'un mot. Translated by Sabine Huynh. University of Ottawa Press, 2011. ISBN 978-2-7603-0761-2
- J. Phelan. The Nineteenth Century Sonnet. Palgrave Macmillan, 2005. ISBN 1-4039-3804-0.
- S. Regan. The Sonnet. Oxford University Press, 2006.  ISBN 0-19-289307-6.
- M. R. G. Spiller. The Development of the Sonnet: An Introduction. Routledge, 1992. ISBN 0-415-08741-4.
- M. R. G. Spiller. The Sonnet Sequence: A Study of Its Strategies. Twayne Pub., 1997. ISBN 0-8057-0970-3.